# Bresker Forst östlich Oranienbaum
Der Bresker Forst östlich Oranienbaum ist ein FFH-Gebiet in den Städten Oranienbaum-Wörlitz und Kemberg im Landkreis Wittenberg in Sachsen-Anhalt.

## Allgemeines
Das FFH-Gebiet ist circa 211 Hektar groß. Im Osten grenzt es an das FFH-Gebiet „Forsthaus Mullberg“. Es ist durch die Landesverordnung zur Unterschutzstellung der Natura 2000-Gebiete im Land Sachsen-Anhalt (N2000-LVO LSA) seit dem 21. Dezember 2018 rechtlich gesichert. Zuständige untere Naturschutzbehörde ist der Landkreis Wittenberg.

## Beschreibung
Das FFH-Gebiet liegt südlich von Coswig (Anhalt) größtenteils im Biosphärenreservat Mittelelbe. Es umfasst einen überwiegend bewaldeten Bereich der Niederterrasse am Südrand des Elbtals im Übergangsbereich zur Dübener Heide. In die Wälder sind stellenweise Grünländer eingebettet. Die Wälder sind als Eichen-Hainbuchenwälder und in feuchten Niederungen als Erlen-Eschenwälder ausgebildet. Die Eichen-Hainbuchenwälder werden in der Baumschicht von Stieleiche und Hainbuche dominiert. Die Krautschicht wird von Buschwindröschen, Großer Sternmiere, Hainveilchen, Geflecktem Lungenkraut, Maiglöckchen, Waldzwenke, Walderdbeere, Wiesenwachtelweizen, Sauerklee, Großem Hexenkraut, Zweiblättriges Schattenblümchen, Hainrispengras und Weichem Honiggras gebildet. In den Erlen-Eschenwäldern dominiert die Schwarzerle. Dazu gesellen sich Gewöhnliche Traubenkirsche, Gemeine Esche und Flatterulme. In der Krautschicht siedeln Rohrglanzgras, Sumpfsegge, Sumpfschwertlilie, Wolfstrapp, Blutweiderich, Frauenfarn, Gewöhnlicher Dornfarn, Kohlkratzdistel und Wasserdost. Im Westen reicht das FFH-Gebiet in die Altaue der Elbe hinein. Hier stockt ein Hartholzauwald mit Stieleiche und Gemeiner Esche. Dazu gesellen sich Flatterulme, Winterlinde, Gewöhnliche Traubenkirsche und Hainbuche. Die Strauchschicht wird von Hasel, Blutrotem Hartriegel, Eingriffeligem Weißdorn, Gewöhnlichem Schneeball und Gewöhnlichem Spindelstrauch gebildet. In der Krautschicht siedeln unter anderem Buschwindröschen, Scharbockskraut, Waldveilchen, Große Sternmiere, Goldnessel, Geflecktes Lungenkraut, Waldziest, Rasenschmiele, Waldflattergras, Riesenschwingel und Zittergrassegge.
Auf den in den Wäldern eingebetteten Wiesen siedeln unter anderem Ruchgras auf nährstoffärmeren sowie Wiesenfuchsschwanz und Glatthafer auf nährstoffreicheren Standorten. Weiterhin siedeln hier Scharfer Hahnenfuß, Wiesenschaumkraut, Kuckuckslichtnelke, Wiesenlabkraut, Gewöhnliche Wiesensilge und Wiesenplatterbse.
Das Gebiet wird von mehreren Gräben und im Norden vom Schrotemühlenbach durchflossen. Hier siedeln Sumpfwasserstern, Schwimmendes Laichkraut und Pfeilkraut.
Das Gebiet ist Lebensraum für den Biber. Das Gebiet beherbergt Vorkommen von Mopsfledermaus und Großem Mausohr, Wasserfledermaus, Großer Bartfledermaus und Mückenfledermaus. Weiterhin kommen hier unter anderem Eisvogel und Mittelspecht vor. Auch Vorkommen des Großen Eichenbocks sind nachgewiesen.